# Ipomoea fissifolia
Ipomoea fissifolia är en vindeväxtart som först beskrevs av Mcpherson, och fick sitt nu gällande namn av J.E. Eckenwalder. Ipomoea fissifolia ingår i släktet praktvindor, och familjen vindeväxter. Inga underarter finns listade i Catalogue of Life.